# Laranjal (Paraná)
Laranjal é um município brasileiro do estado do Paraná, Região Sul do país. Sua população estimada em 2017 era de 6 205 habitantes.
Localiza-se a uma latitude 24º53'12" sul e a uma longitude 52º28'10" oeste, estando a uma altitude de 740 metros. Possui uma área de 717,67 km², tendo o terceiro mais baixo Índice de Desenvolvimento Humano (IDH) do estado do Paraná.

## História
O atual município foi criado inicialmente como distrito de Palmital, pela lei estadual nº 5492, de 31 de janeiro de 1967. Em 9 de janeiro de 1991, pela lei estadual nº 9533, a cidade emancipa-se, instalando-se em 1º de janeiro de 1993.

## Geografia
De acordo com a divisão do Instituto Brasileiro de Geografia e Estatística vigente desde 2017, o município pertence às Regiões Geográficas Intermediária de Guarapuava e Imediata de Pitanga. Até então, com a vigência das divisões em microrregiões e mesorregiões, o município fazia parte da microrregião de Pitanga, que por sua vez estava incluída na mesorregião do Centro-Sul Paranaense.